# Les Choux
Les Choux – miejscowość i gmina we Francji, w Regionie Centralnym, w departamencie Loiret.
Według danych na rok 1990 gminę zamieszkiwało 377 osób, a gęstość zaludnienia wynosiła 11 osób/km² (wśród 1842 gmin Regionu Centralnego Les Choux plasuje się na 774. miejscu pod względem liczby ludności, natomiast pod względem powierzchni na miejscu 257.).